# Derecho electoral

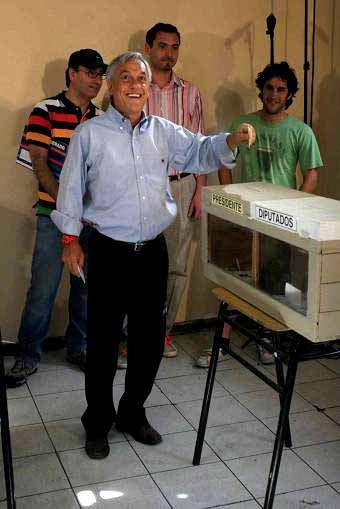
El presidente de Chile, Sebastián Piñera, ejerciendo el derecho de sufragio en 2009, expresión máxima del derecho electoral.

El derecho electoral es una rama del derecho público  que tiene por objeto regular el intercambio de gobernantes o los plebiscitos por medio de la reglamentación del sistema electoral, sus órganos, la división del territorio en zonas electorales, los procedimientos para la inscripción de electores y candidaturas, su financiamiento y propaganda, la votación, el escrutinio, la observación electoral y todos los asuntos contenciosos derivados de ellos.

## Concepto

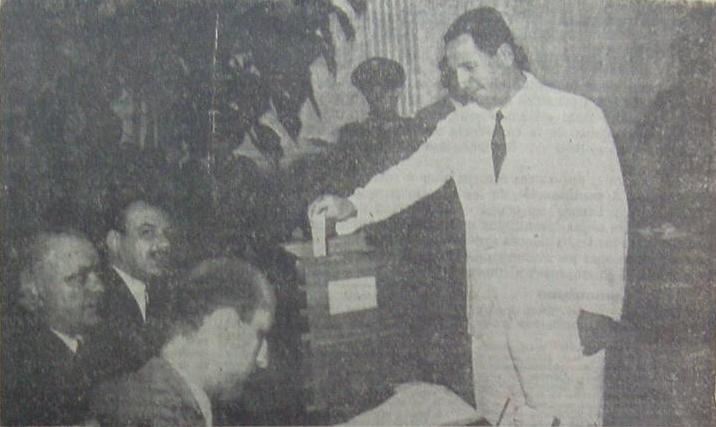
El expresidente argentino Juan Domingo Perón sufragando en 1946.

El derecho electoral es una rama del derecho público —que al mismo tiempo guarda relación con la ciencia política— cuyo objeto de estudio es la regulación de los procesos electorales en los que se eligen los gobernantes, titulares y soportes de diversos órganos del Estado, la división del territorio de un Estado en zonas electorales, los procedimientos para la inscripción del electorado y de las candidaturas, su financiamiento, votación, escrutinio, así como atender en los procesos contenciosos jurisdiccionales derivados de denuncias de fraudes electorales.
El derecho electoral puede ser entendido en dos sentidos: en sentido amplio y en sentido estricto. En sentido amplio puede entenderse como el conjunto de normas constitucionales, legales, reglamentarias, instituciones y principios referentes a la organización, realización, administración o ejecución de las elecciones; el control de validez de las elecciones y el apego de estas a la constitución y a la ley. En sentido estricto, puede entenderse como sinónimo de sufragio, esto es, el derecho de ser elector y elegible. Esta doble concepción del derecho electoral tiene su origen en la importancia que se le da a unos u otros aspectos. 
La relevancia del derecho electoral es visible en un Estado democrático de Derecho, en donde progresivamente se han ido logrando a lo largo de la historia progresos en los derechos políticos de los ciudadanos, como la extensión del voto de un sector reducido de la población (por ejemplo la nobleza) a todos los mayores de 18 años capaces, o con la llegada del voto femenino.

## Observación electoral

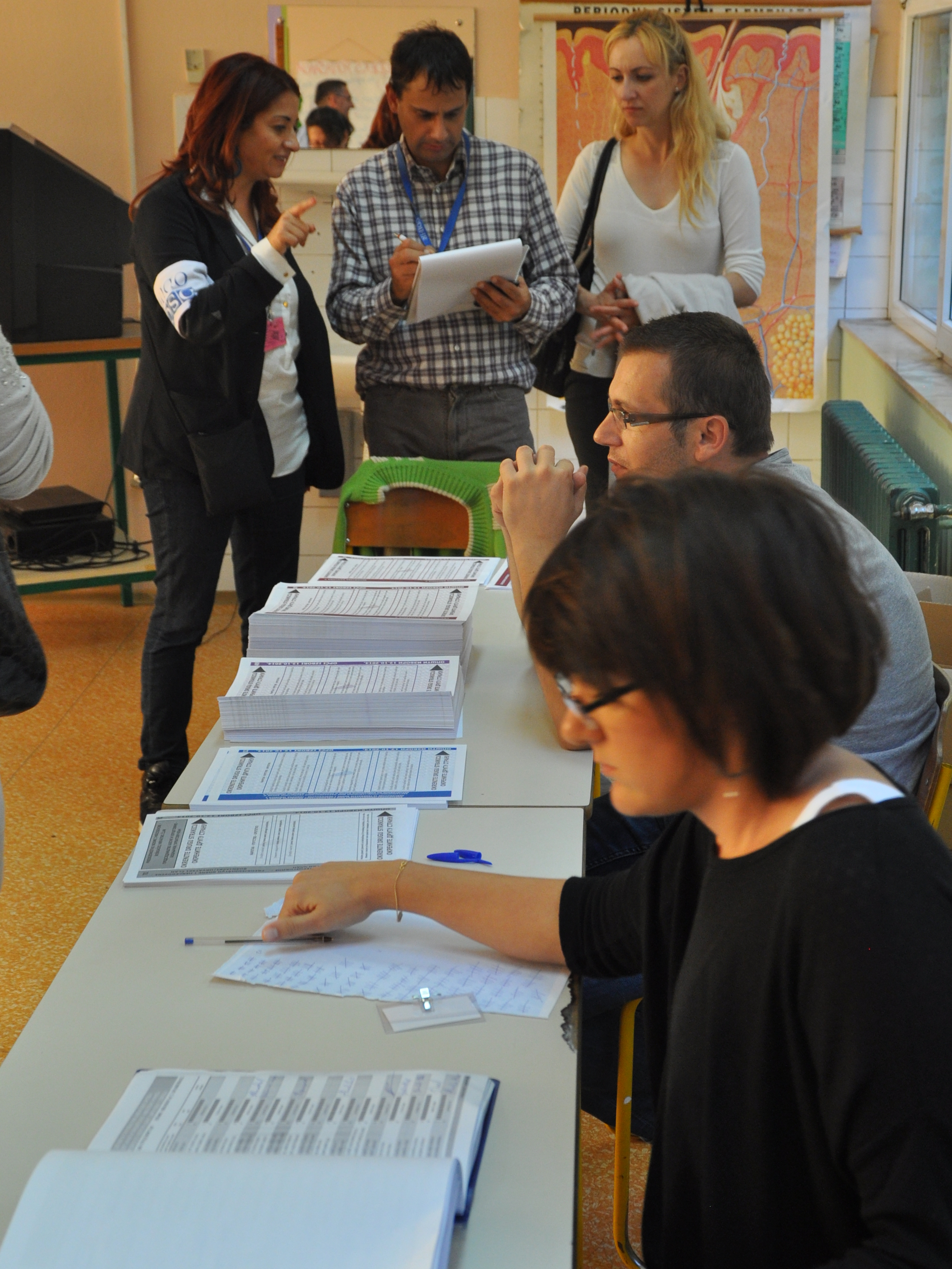
Al fondo, un grupo de observadores electorales en Mostar, Bosnia.